# Баба (мифология)
Баба (или Бау) — древнее шумерское божество, дочь верховного бога Ану.
Баба была богиней достатка и «госпожой плодородия», чья производящая энергия помогала людям и стадам иметь потомство. Её также ассоциировали с божественной силой исцеления и с потенциалом магических заговоров.
Изображалась либо рядом с собакой, либо в облике собаки.
Её почитали в Лагаше как супругу Нингирсу или Нинурты, где каждый год изображали их свадьбу как часть новогоднего праздника.
В Лагаше Гудеа построил ей храм.